# Liolaemus tenuis
Liolaemus tenuis este o specie de șopârle din genul Liolaemus, familia Tropiduridae, descrisă de Auguste Henri André Duméril și Bibron 1837.

## Subspecii
Această specie cuprinde următoarele subspecii:
- L. t. tenuis
- L. t. punctatissimus